# Perlodes microcephala
Perlodes microcephala ist eine Steinfliegen-Art.

## Merkmale der Larven
Der Körper wird 15 bis 25 Millimeter lang und ist wenig abgeflacht. Er ist gelblich gefärbt und weist eine dunkle Zeichnung auf. Kopf und Pronotum sind gleich breit. Bei den vorderen Flügelscheiden ist der Außenrand annähernd parallel zur Körperlängsachse, wogegen der Außenrand der hinteren Flügelscheiden schräg absteht. Die Abdomensegmente 1 bis 4 der Tergite und Sternite sind getrennt. Tracheenkiemen sind nicht vorhanden. Bei allen Beinen ist an Schenkel und Schienen ein starker Borstensaum erkennbar. Erstes und zweites Tarsenglied sind gleich lang. Das dritte Tarsenglied ist dreimal so lang wie erstes und zweites zusammengenommen.

## Vorkommen und Lebensweise
Das Verbreitungsgebiet umfasst ganz Europa ohne Skandinavien. Die Larven der Art kommen vor allem in Flüssen vor, selten auch in Bächen. Sie ernähren sich räuberisch. Die Generationsdauer beträgt ein bis zwei Jahre. Die Flugzeit der Imagines reicht von März bis Mai.

## Belege
- Herbert W. Ludwig: Tiere und Pflanzen unserer Gewässer. BLV Verlagsgesellschaft, München 2003, ISBN 3-405-16487-7.